# Tornsborg
Tornsborg är en småort i Färingtofta socken i Klippans kommun, Skåne län, belägen mellan Färingtofta och Andersbygget.